# 엠베스트
고등 메가스터디, 중등 엠베스트, 초등 엘리하이, 유아 엘리하이 키즈로 이어지는 메가스터디교육의 온라인 학습 브랜드 중 하나.
2003년에 오픈했으며, 중등 인강 업계 1위이다. 1위인 만큼 중등 인강 중 가장 인지도가 높으며, 역사도 오래되어 입시 노하우가 남다르다는 평.
매년 내신 최상위권 배출 실적을 공개하는 유일한 중등인강으로 알려져 있으며, 2024년에는 34,520명을 배출했다고 한다. 또한 2025학년도 특목·자사고 합격자 수도 1,665명으로 자체 최다를 기록했다. 
또한 중등 업계 최고 수준의 현금 장학금 제도를 운영하고 있으며, 현재까지 누적 10,547,344,000원의 장학금을 지급했다고 한다.
중학교 내신, 영역별 영어, 수준별 수학 콘텐츠와 함께 특목고·자사고 입시 준비를 위한 최상위권 강의까지 제공 된다.  업계에서 최고로 꼽는 강사들의 강의는 물론 학습용 앱, 시험 기출 문제, 영재고 모의고사, 입시 전문 컨설팅 등 중등 학습을 위한 총체적인 콘텐츠와 서비스를 제공하고 있다.  

## 상품
전용 학습기기 사용 유무에 따라 프라임탭 상품/PC형 상품으로 구분되고 두 타입 모두 종합반/특목반 상품이 있다.
• 프라임탭 상품 : 전용 학습기기인 프라임탭을 이용한다. 엠베스트의 모든 콘텐츠,서비스는 프라임탭을 통해 이용할 수 있으며 수강생 대부분이 이용하고 있다.
• PC형 상품 : 프라임탭이 아닌 개인PC로 이용할 수 있다. 홈페이지에서 확인 가능한 모든 강좌 수강과 함께 입시정보, 내신마스터나 평가 같은 서비스와 이벤트 참여 등은 모두 가능하다. 하지만 프라임탭 전용으로 제공되는 수행평가나 학습어플, 북클럽, 인문/교양 콘텐츠 등은 이용할 수 없다.

### 1. 종합반
엠베스트에서 제공하는 강좌와 콘텐츠, 서비스를 종합적으로 이용할 수 있는 대표 상품이다.
내신부터 영어, 수학, 과고/영재고, 외고/국제고/자사고 대비 강의와 학습앱, 시험/평가 서비스, 수행평가, 이북 등 모두 추가 비용 없이, 무한 반복 이용할 수 있다.
엠베스트가 자랑하고 싶어하는 포인트 중 하나인 강사의 경우 보통 과목별로 여러명이 있는데 종합반의 경우 이 선생님 저 선생님, 이 강의 저 강의 다 들어도 된다. 심지어 초등 엘리하이도 같이 이용할 수 있어 초1~중3까지 전 학년, 전 과목 수강이 가능하다.
그리고 종합반을 신청하게 되면 1:1 담임 선생님이 배정 되는데 전화, 게시판등을 통해 학습관리도 해 준다.
엠베스트가 해마다 발표하는 내신 실적도 대부분 종합반 수강생들 통해 수집된 정보들이며 엠베스트 출신 수능만점자 대부분도 종합반 수강생이었다.

### 2. 특목반
종합반 기본 서비스에 특목고•자사고 입시 대비 콘텐츠와 서비스가 추가 제공되는 상품이다.
현직 대치동 특목 전문 강사들의 강의와 학생부 평가/관리, 학교별 기출문제, 1:1 컨설팅 , 입시 정보등이 제공된다. 1:1 컨설팅은 학습, 비교과, 학생부, 면접, 자기소개서 총 5명의 컨설턴트 통해 진행된다고 한다.
엠베스트는 이미 오래 전부터 고교 입시 강의나 콘텐츠를 제공해 오고 있었고 10년 전 부터는 프라임특목반이라는 이름으로 운영되고 있는데 최근 타사들도 유사한 상품과 콘텐츠로 홍보를 하고는 있으나 사실 누적된 데이터나 정보, 노하우를 비교하기는 힘들다.
내신 실적과 마찬가지로 엠베스트가 해마다 발표하는 특목고/자사고 합격생 실적은 대부분 프라임특목반 수강생을 통해 수집된 정보들이다.

### 3. 기타
• 단과 : 단과로도 이용할 수 있다. 특정 과목, 분야만 필요한 경우 개별 강좌로도 구매가 가능하다.
• 중고등 동시수강 종합반/특목반
고등 메가패스를 함께 이용할 수 있는 상품으로 예전에는 중3 에게만 판매했었는데 최근에는 요청이 많았는지 뭔지 중1,2도 구매할 수 있는 상품이 출시되었다. 이 상품은 원래부터 제공되던 엘리하이 수강 권한도 그대로 유지하고 있어 초등, 중등, 고등까지 모두 수강이 가능하다.

## 선생님

### 국어
- 유현진
- 정수영
- 송시원
- 안유진
- 가혜연
- 안지선

### 수학
- 민정범
- 이지연
- 김나미
- 양신모
- 강현정
- 박자연
- 김용태
- 류유성
- 오동훈
- 최낙현
- 윤지원

### 사회/역사
- 곽주현
- 박경아
- 전숙연
- 은동진
- 강형

### 과학
- 장풍
- 강에리
- 박상아
- 이혜식
- 최예슬
- 고종현
- 박윤
- 송민호
- 신용환
- 윤관식
- 이원석
- 이정욱
- 이진오

### 영어
- 박영아
- 최현정
- 셀레나
- 루나양
- 엠제이
- 이지후
- 박제이
- 안태근
- 김경선
- 김기훈
- 송아영
- 김유경
- 리치 한
- 한예람
- 김동민

이 외에도 기타 다른 비교과 선생님분들이 많이 있다.

## 연혁
- 2002년 10월: 메가주니어㈜ 설립.
- 2003년 4월: 엠베스트교육㈜로 사명 변경.
- 2006년 11월: 엠베스트교육㈜, 메가스터디㈜와 합병.

## 같이 보기
- 메가스터디
- 손주은